# 놀이기구
놀이기구(-機構, 영어: amusement rides)는 놀이공원, 유원지 등에서 타고 놀 수 있도록 설치해 놓은 여러 가지 기구를 의미한다. 청룡기차, 롤러코스터, 관람차, 범퍼카, 모노레일, 회전목마, 바이킹 등이 이에 포함된다. 놀이터에 설치된 그네, 미끄럼틀, 시소, 정글짐 등도 놀이기구로 불린다.

## 종류

### 놀이터
놀이터에는 보통 다음과 같은 놀이기구들이 설치된다.
- 그네
- 미끄럼틀
- 시소
- 정글 짐

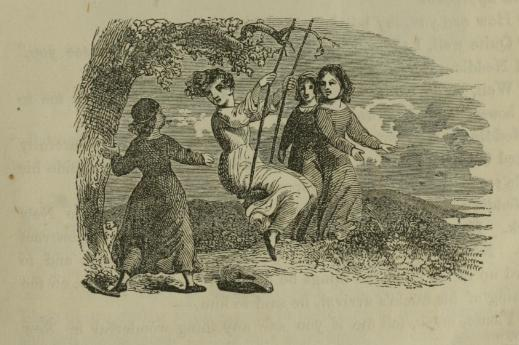
그네
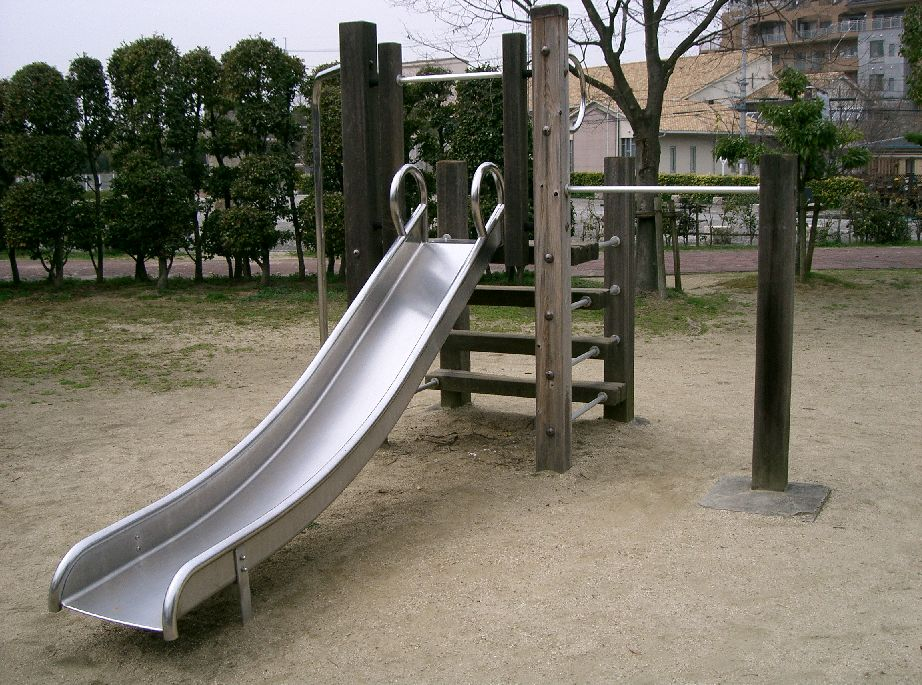
미끄럼틀
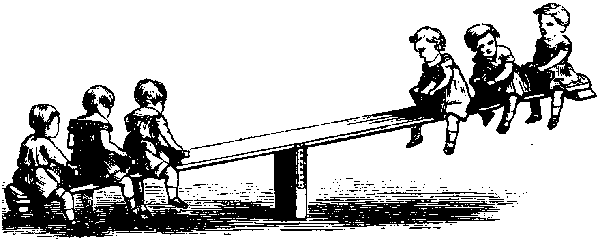
시소
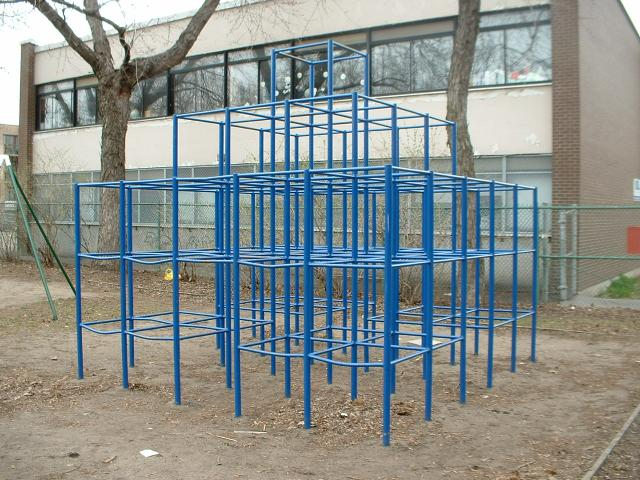
정글 짐

그네는 금속이나 나무로 만들어진 틀에 두 줄을 매달고 발판을 연결하여 사람이 타고 앞·뒤로 운동할 수 있게 만든 놀이기구로, 발판 대신 타이어를 매달기도 한다. 동·서양을 막론하고 오랜 역사를 지녔다. 위치에너지가 운동에너지로 전환하면서 높은 속력을 내는 것이 원리이며, 높은 곳에서 떨어지거나 낮은 곳에서 충돌하면 부상을 입을 수 있으므로 주의를 요한다.
- 미끄럼틀

미끄럼틀은 높은 곳에서 양쪽으로 떨어지지 않도록 막아 놓은 긴 경사면을 타고 미끄러질 수 있게 만든 놀이기구이다. 미끄러지면서 마찰이 발생하여 화상을 입기도 한다. 
- 시소(Seesaw)

시소는 긴 널빤지의 중앙을 받침대로 받친, 2명 이상이 양쪽에서 무게를 맞추어 번갈아 오르내리는 놀이기구이다. 높이 올랐을 때에 떨어지면 부상을 입을 수 있으므로 주의를 요한다.
- 정글짐(Jungle gym)

여러 개의 쇠막대나 로프를 연결하여 복잡한 3차원 틀을 만들어, 오르고 매달리거나 통과할 수 있게 만든 놀이기구이다. 높은 곳에서 떨어지면 부상을 입을 수 있으므로 주의를 요한다.

### 놀이 공원
놀이 공원에서는 다음과 같은 놀이기구들을 볼 수 있다. 이들은 대부분 동력에 의해 움직이며, 유료로 운영된다.

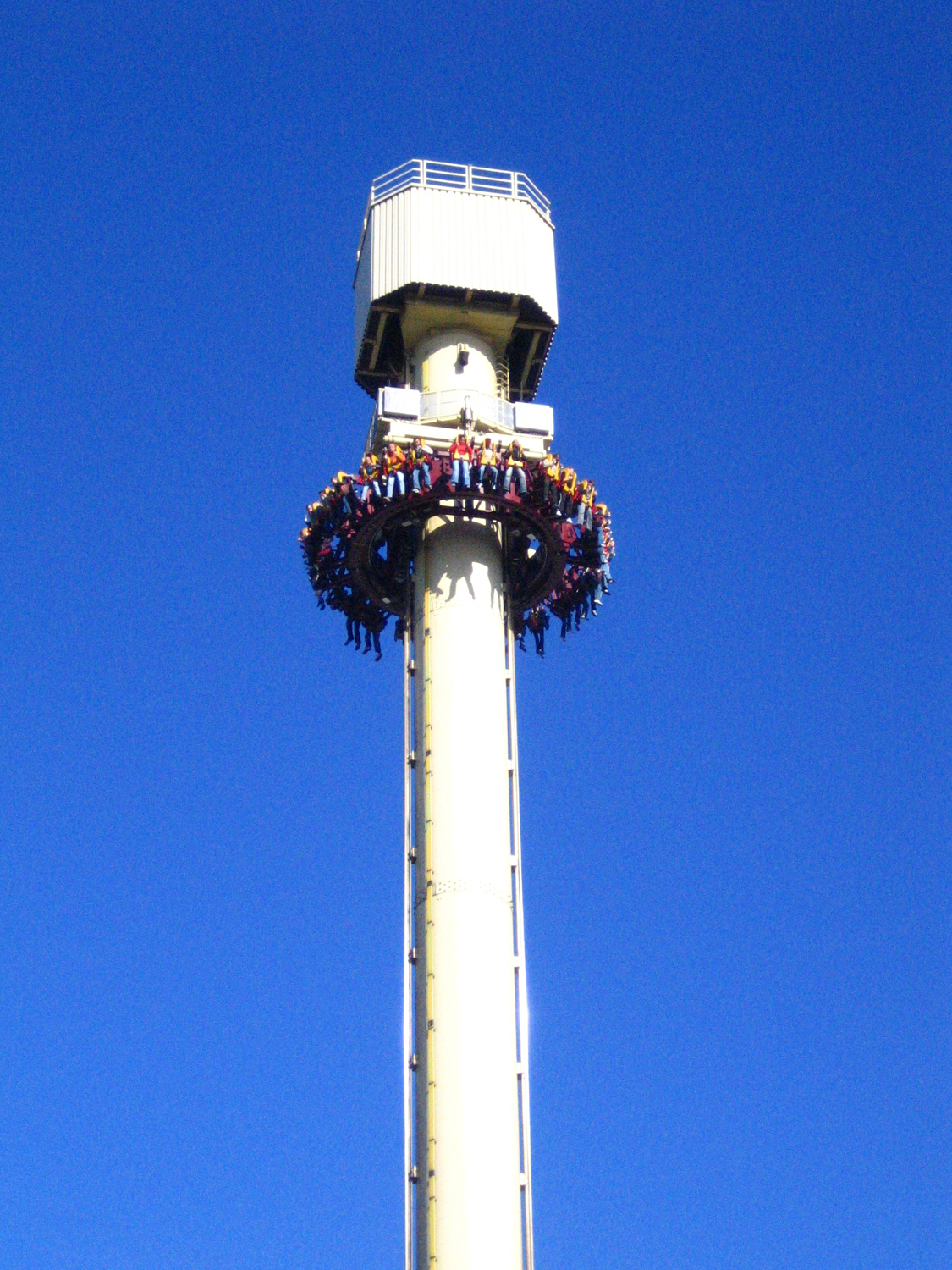
자이드롭
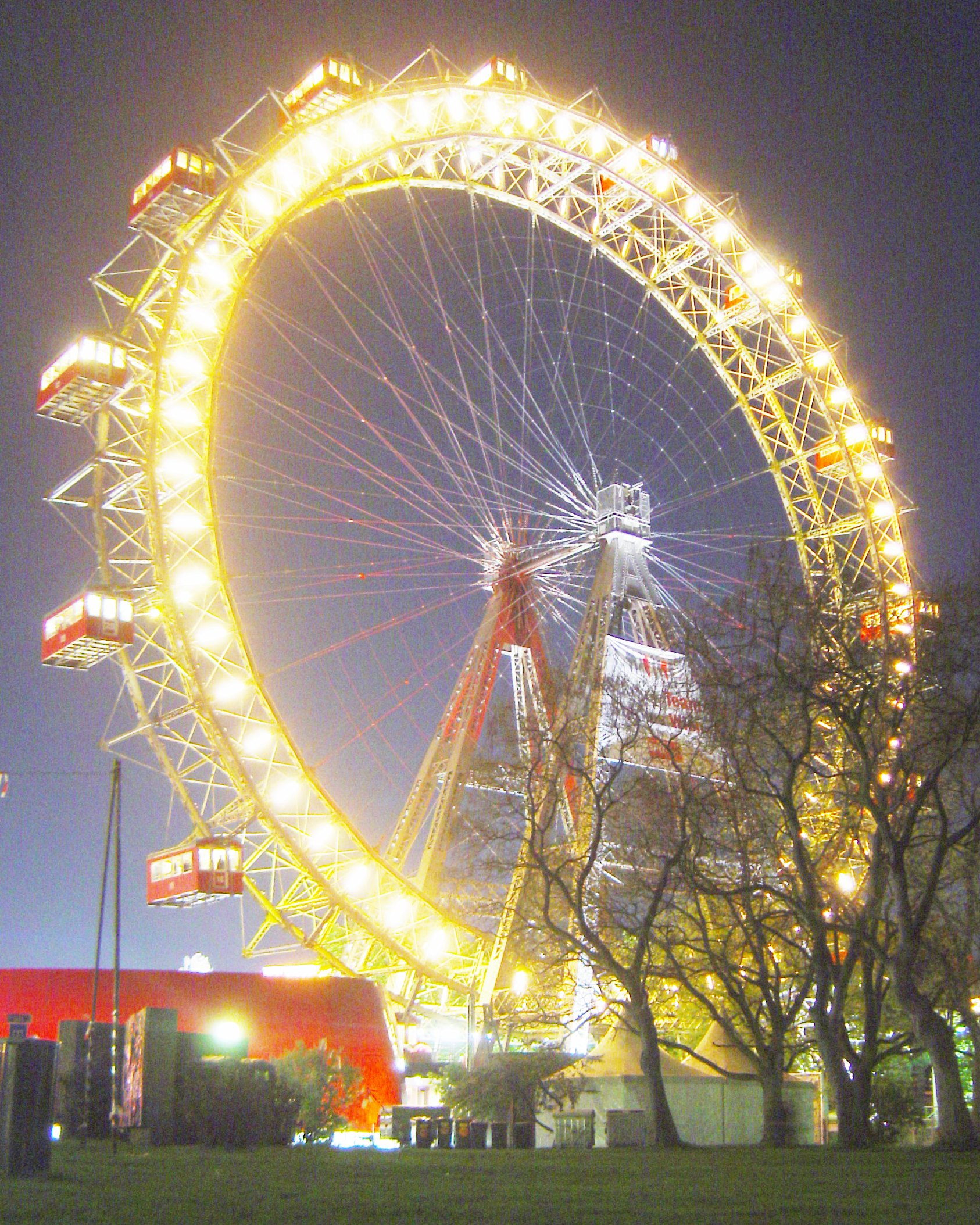
대관람차
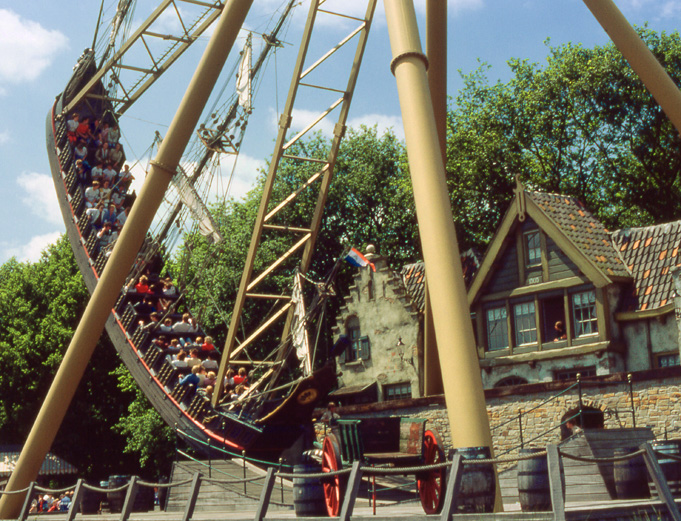
바이킹
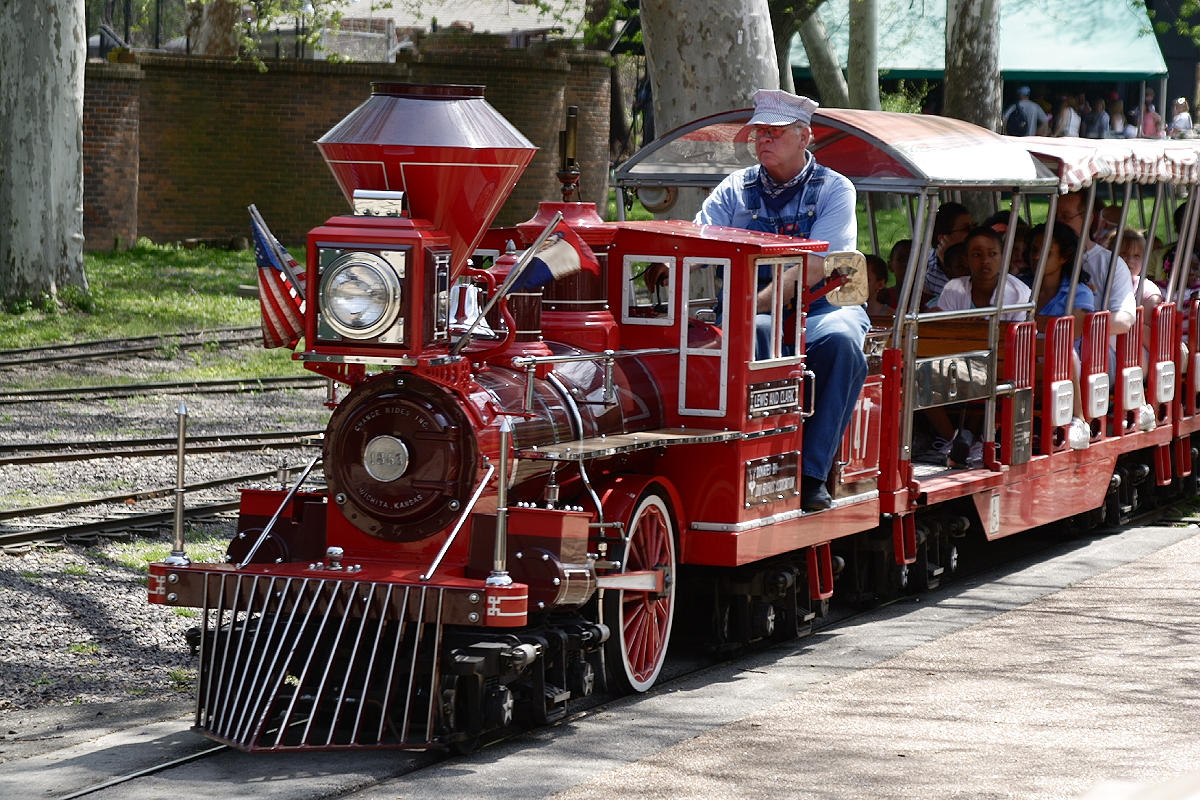
꼬마기차
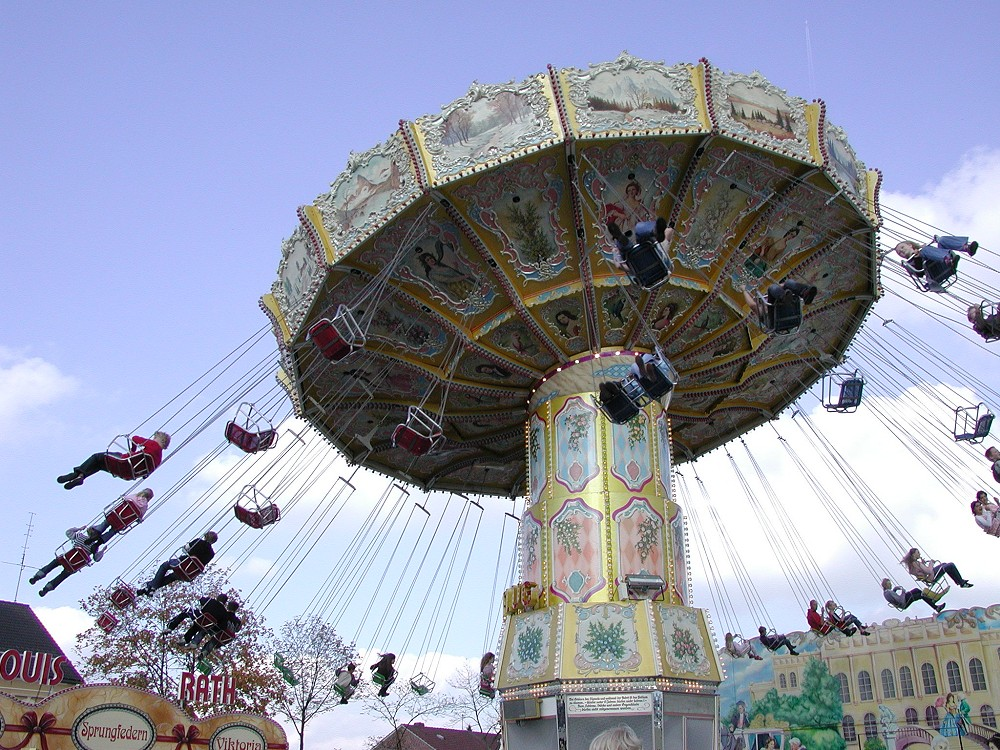
회전그네
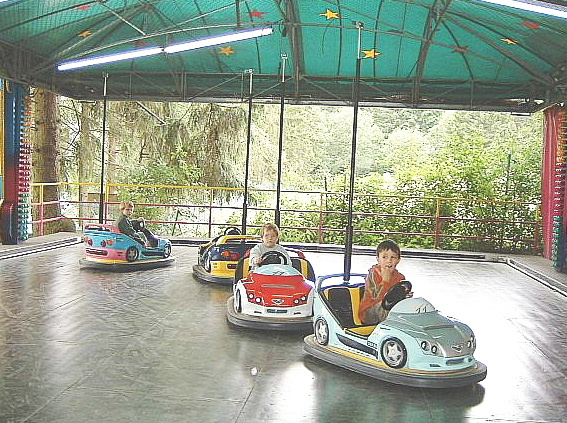
범퍼카
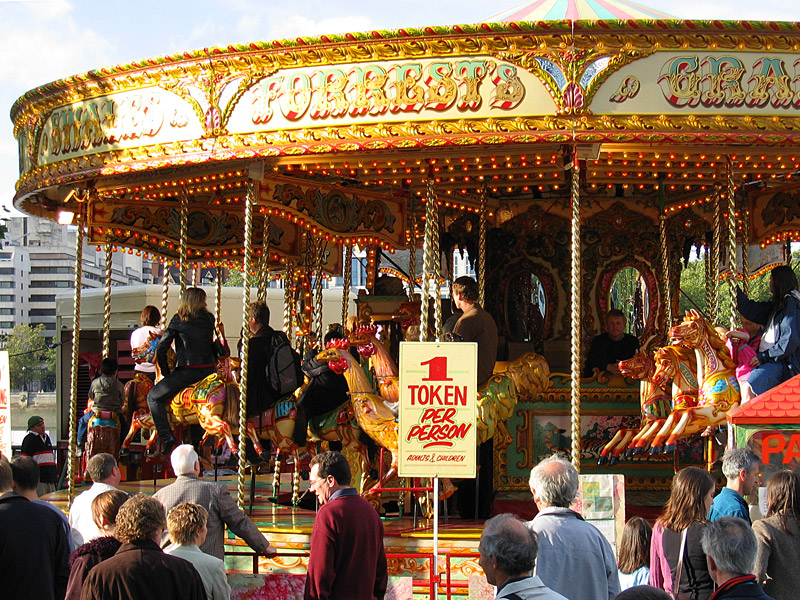
회전목마
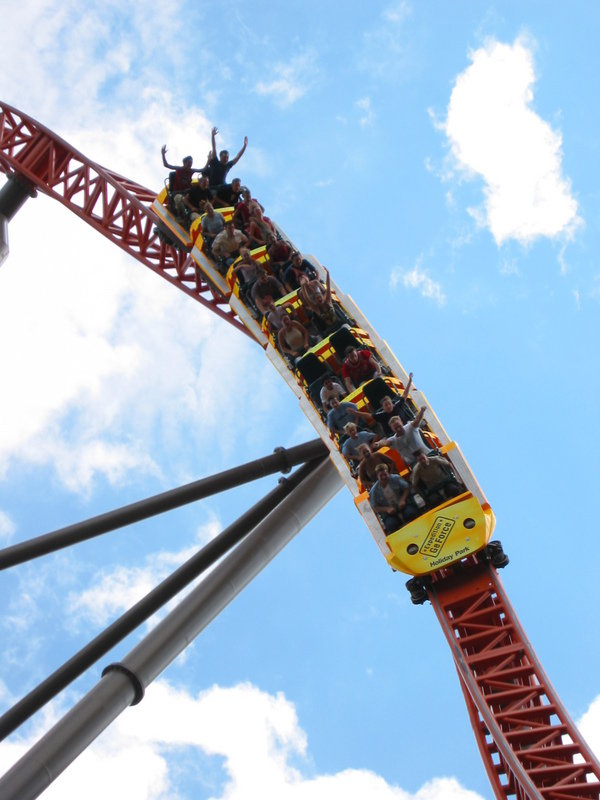
롤러코스터

- 드롭 타워(Drop tower)

큰 수직 구조물에 연결된 바퀴가 사람들을 태우고 서서히 높이 올라 머무른 뒤에 인력에 의해 낙하하는 기구로, 지상에 가까워지면 낙하 속도가 줄어들도록 만들어졌다. '자이언트 드롭', '자이로 드롭'으로도 불린다.
- 대관람차

지상에 직각으로 세워진 대형 바퀴의 가장자리를 따라 선실이 매달려 있어서 바퀴를 따라 천천히 회전하여 높이 올랐다가 내려오는 놀이기구이다.
경치를 한꺼번에 볼 수 있는 게 장점이다.
- 바이킹

바이킹 배 모양의 선실이 축을 따라 앞·뒤로 운동하는 놀이기구이다.
진자의 원리를 이용한다. 배 밑에는 모터와 연결된 롤러가 달려 있어 롤러가 그네를 더 큰 각도로 왕복시킬 때 진행 방향으로 시간에 맞춰 배를 밀어 주게 된다.
배를 공중으로 밀어 올리고 정상에 올라간 배의 중력에 의해 내려오고 롤러는 다시 배를 밀게
되는 것이 반복이 되는 것이다.
- 꼬마기차

레일 위를 이동하는 작은 기차이다. 아이들이 좋아하는 놀이기구이다.
- 회전그네

바퀴에 매달린 그네를 타고 바퀴와 함께 회전하는 놀이기구이다.
- 범퍼카

범퍼가 달린 작은 차를 조종하여 상대방에 부딪히는 놀이기구이다. 뼈가 약한 사람은 삼가야 되는 놀이기구이다.
- 회전목마

회전목마는 원판 위에 달린 목마에 사람이 타고 원판을 따라 회전하는 놀이기구이다. 어린 아이들이 타기 딱 좋은 놀이기구이다.
- 롤러코스터

롤러코스터는 높은 지점까지 궤도를 따라 유도된 후 위치에너지의 차이를 이용하여 열차가 속력을 얻는 놀이기구로, 위치에너지와 운동에너지, 원심력과 구심력이 중요한 역할을 한다. 1400년대에 처음 등장하여 발전을 거듭하였다.

## 안전
놀이기구의 안전성, 소음 등은 종종 문제점으로 지적된다. 놀이 공원의 놀이기구에는 센서 등 안전 장치가 설치되기도 하지만, 관리와 운영상 문제로 안전 사고가 발생하기도 한다. 놀이터에서는 놀이기구의 파손, 추락, 충돌 등에 의한 부상의 위험이 있다.

## 같이 보기
- 놀이터
- 장난감